# Monumento a los Buques Hundidos
El Monumento a los Buques Hundidos (en ucraniano: Пам'ятник затопленим кораблям, en ruso: Памятник затопленным кораблям) es el emblema de la ciudad de Sebastopol, que se encuentra en disputa entre Ucrania y Rusia. Ubicado en la bahía del mismo nombre, fue diseñado por Amandus Adamson y construido por Valentín Feldmann en 1905.

## Historia
El monumento fue erigido en 1905 con motivo del 50 aniversario del Sitio de Sebastopol, durante la Guerra de Crimea, en la que se fueron destruidos muchos veleros rusos, algunos de ellos parte de la Flota del Mar Negro.

## Símbolo de la ciudad
El 12 de febrero de 1969, el monumento fue incluido en el escudo de Sebastopol, y el 12 de abril de 2000 en la bandera de la ciudad.
| El monumento en el escudo de la ciudad. | En el escudo del raión de Lenin. | Moneda de plata conmemorativa ucraniana por el centenario del Sitio de Sebastopol. |

| Estampilla soviética por el centenario del Sitio de Sebastopol. | Sello postal "Ciudad Heroica de Sebastopol" de la Unión Soviética. | Estampilla ucraniana con escudo de la ciudad. | Estampilla rusa por los 225 años de la Flota del Mar Negro. |

## Numismática
Desde 2017 el monumento aparece en el anverso del billete de 200 rublos rusos. Previamente en 2015 apareció en el anverso de un billete conmemorativo de 100 rublos dedicado a la anexión de Crimea y Sebastopol a Rusia.

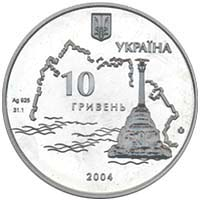
Moneda de plata conmemorativa ucraniana por el centenario del Sitio de Sebastopol.
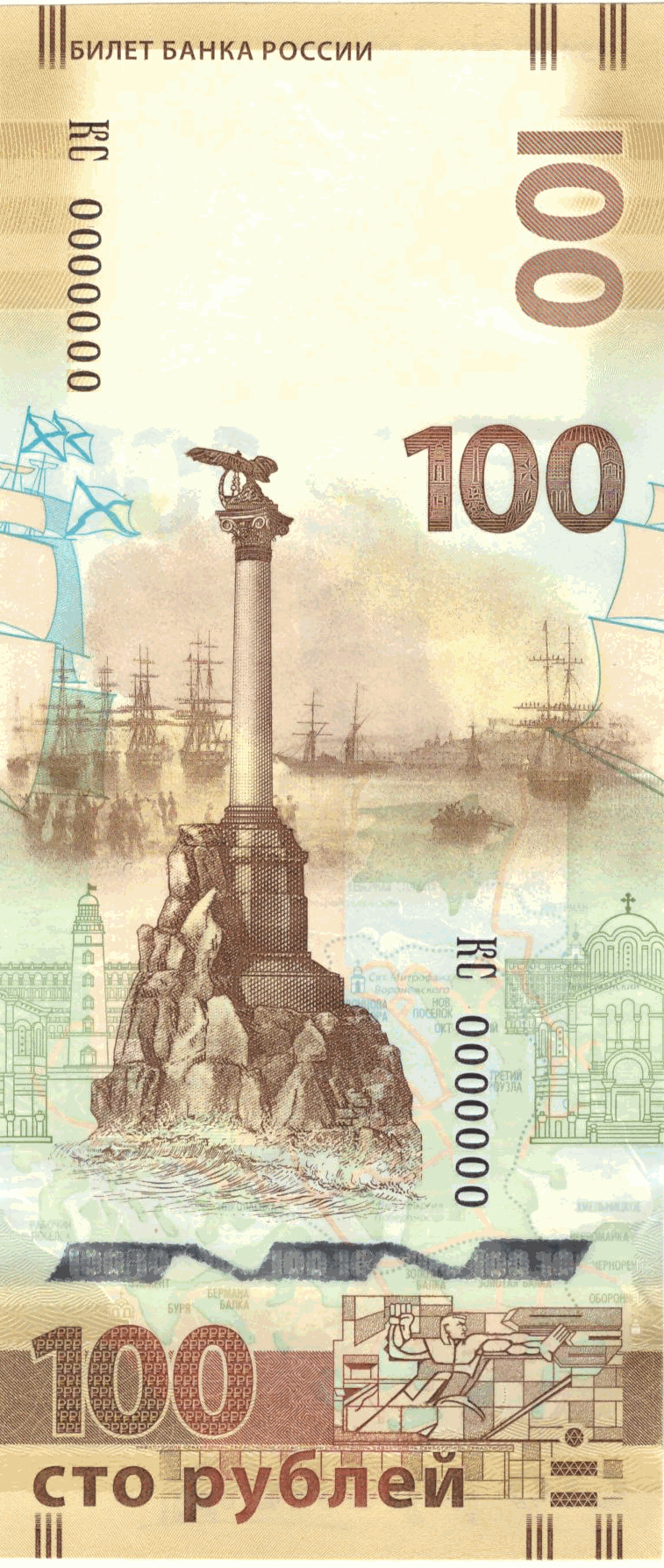
Billete de 100 rublos (2015).
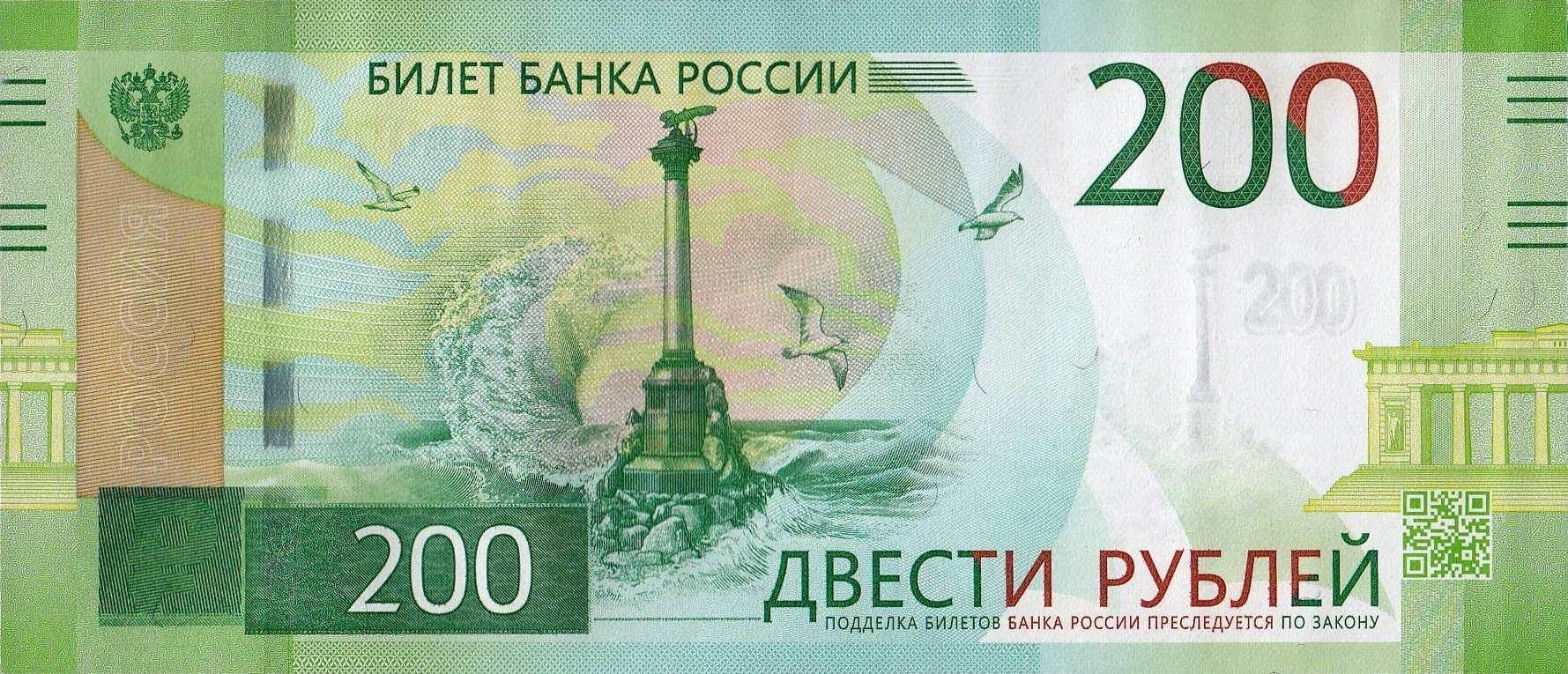
Billete de 200 rublos.